# Circoscrizione Italia nord-orientale
La circoscrizione Italia nord-orientale è una circoscrizione elettorale per l'elezione dei membri del Parlamento europeo spettanti all'Italia.

## Storia
La circoscrizione venne creata dalla legge 24 gennaio 1979 n. 18., reca il numero II e la scheda di voto è marrone.

## Territorio
La circoscrizione comprende, fin dalla sua istituzione, l'intero territorio delle seguenti regioni: Veneto, Trentino-Alto Adige, Friuli-Venezia Giulia ed Emilia-Romagna.

## Risultati

### I legislatura
| Partito                            | Partito                                      | Risultati 10 giugno 1979 | Risultati 10 giugno 1979 | Risultati 10 giugno 1979 | Seggi | Seggi |
| Partito                            | Partito                                      | Voti                     | %                        | ±                        | Num   | ±     |
| ---------------------------------- | -------------------------------------------- | ------------------------ | ------------------------ | ------------------------ | ----- | ----- |
|                                    | Democrazia Cristiana                         | 2 605 043                | 36,68                    | n.d.                     | 6     | n.d.  |
|                                    | Partito Comunista Italiano                   | 2 150 903                | 30,28                    | n.d.                     | 5     | n.d.  |
|                                    | Partito Socialista Italiano                  | 759 939                  | 10,70                    | n.d.                     | 2     | n.d.  |
|                                    | Partito Socialista Democratico Italiano      | 325 237                  | 4,58                     | n.d.                     | 1     | n.d.  |
|                                    | Partito Liberale Italiano                    | 260 672                  | 3,67                     | n.d.                     | 1     | n.d.  |
|                                    | Partito Radicale                             | 252 645                  | 3,56                     | n.d.                     | 1     | n.d.  |
|                                    | Südtiroler Volkspartei                       | 196 373                  | 2,76                     | n.d.                     | 1     | n.d.  |
|                                    | Partito Repubblicano Italiano                | 196 119                  | 2,76                     | n.d.                     | 0     | n.d.  |
|                                    | Movimento Sociale Italiano                   | 191 051                  | 2,69                     | n.d.                     | 0     | n.d.  |
|                                    | Partito di Unità Proletaria per il Comunismo | 60 623                   | 0,85                     | n.d.                     | 0     | n.d.  |
|                                    | Federalismo                                  | 47 356                   | 0,67                     | n.d.                     | 0     | n.d.  |
|                                    | Democrazia Proletaria                        | 38 912                   | 0,55                     | n.d.                     | 0     | n.d.  |
|                                    | Democrazia Nazionale - Costituente di Destra | 17 908                   | 0,25                     | n.d.                     | 0     | n.d.  |
|                                    |                                              |                          |                          |                          |       |       |
| Iscritti                           | Iscritti                                     | 7 961 253                | 100,00                   |                          |       |       |
| ↳ Votanti (% su iscritti)          | ↳ Votanti (% su iscritti)                    | 7 226 465                | 90,77                    | n.d.                     |       |       |
| ↳ Voti validi (% su votanti)       | ↳ Voti validi (% su votanti)                 | 7 102 781                | 98,29                    |                          |       |       |
| ↳ Schede non valide (% su votanti) | ↳ Schede non valide (% su votanti)           | 123 684                  | 1,71                     |                          |       |       |
| ↳ Astenuti (% su iscritti)         | ↳ Astenuti (% su iscritti)                   | 734 788                  | 9,23                     |                          |       |       |

| Eletti | Eletti                   |
| ------ | ------------------------ |
|        | Gustavo Selva            |
|        | Flaminio Piccoli         |
|        | Mariano Rumor            |
|        | Giovanni Bersani         |
|        | Arnaldo Colleselli       |
|        | Paola Gaiotti De Biase   |
|        | Nilde Iotti              |
|        | Guido Fanti              |
|        | Domenico Ceravolo        |
|        | Fabrizia Baduel Glorioso |
|        | Anselmo Gouthier         |
|        | Carlo Ripa di Meana      |
|        | Gaetano Arfé             |
|        | Flavio Orlandi           |
|        | Vincenzo Bettiza         |
|        | Marco Pannella           |
|        | Joachim Dalsass          |

### II legislatura
| Partito                            | Partito                                 | Risultati 17 giugno 1984 | Risultati 17 giugno 1984 | Risultati 17 giugno 1984 | Seggi | Seggi   |
| Partito                            | Partito                                 | Voti                     | %                        | ±                        | Num   | ±       |
| ---------------------------------- | --------------------------------------- | ------------------------ | ------------------------ | ------------------------ | ----- | ------- |
|                                    | Democrazia Cristiana                    | 2 430 952                | 33,86                    | 2,82                     | 5     | 2       |
|                                    | Partito Comunista Italiano              | 2 363 608                | 32,92                    | 2,64                     | 6     | 1       |
|                                    | Partito Socialista Italiano             | 733 943                  | 10,22                    | 0,48                     | 1     | 1       |
|                                    | PLI – PRI                               | 471 337                  | 6,56                     | 0,13                     | 1     | [ 2 ]   |
|                                    | Movimento Sociale Italiano              | 289 219                  | 4,03                     | 1,34                     | 0     | Stabile |
|                                    | Partito Socialista Democratico Italiano | 253 840                  | 3,54                     | 1,04                     | 1     | Stabile |
|                                    | Partito Radicale                        | 203 976                  | 2,84                     | 0,72                     | 0     | 1       |
|                                    | Südtiroler Volkspartei                  | 198 220                  | 2,76                     | Stabile                  | 1     | Stabile |
|                                    | Liga Veneta                             | 114 669                  | 1,60                     | n.d.                     | 0     | n.d.    |
|                                    | Democrazia Proletaria                   | 105 370                  | 1,47                     | 0,92                     | 0     | Stabile |
|                                    | Union Valdôtaine – P.S.d'Az.            | 14 892                   | 0,21                     | n.d.                     | 0     | n.d.    |
|                                    |                                         |                          |                          |                          |       |         |
| Iscritti                           | Iscritti                                | 8 411 803                | 100,00                   |                          |       |         |
| ↳ Votanti (% su iscritti)          | ↳ Votanti (% su iscritti)               | 7 472 920                | 88,84                    | 1,93                     |       |         |
| ↳ Voti validi (% su votanti)       | ↳ Voti validi (% su votanti)            | 7 180 026                | 96,08                    |                          |       |         |
| ↳ Schede non valide (% su votanti) | ↳ Schede non valide (% su votanti)      | 292 894                  | 3,92                     |                          |       |         |
| ↳ Astenuti (% su iscritti)         | ↳ Astenuti (% su iscritti)              | 938 883                  | 11,16                    |                          |       |         |

| Eletti | Eletti             |
| ------ | ------------------ |
|        | Arnaldo Forlani    |
|        | Franco Borgo       |
|        | Gustavo Selva      |
|        | Ferruccio Pisoni   |
|        | Giovanni Bersani   |
|        | Alessandro Natta   |
|        | Guido Fanti        |
|        | Luciana Castellina |
|        | Osvalda Trupia     |
|        | Giorgio Rossetti   |
|        | Natalino Gatti     |
|        | Mario Rigo         |
|        | Vincenzo Bettiza   |
|        | Franco Nicolazzi   |
|        | Joachim Dalsass    |

### III legislatura
| Partito                            | Partito                                 | Risultati 18 giugno 1989 | Risultati 18 giugno 1989 | Risultati 18 giugno 1989 | Seggi | Seggi   |
| Partito                            | Partito                                 | Voti                     | %                        | ±                        | Num   | ±       |
| ---------------------------------- | --------------------------------------- | ------------------------ | ------------------------ | ------------------------ | ----- | ------- |
|                                    | Democrazia Cristiana                    | 2 375 516                | 33,24                    | 0,62                     | 5     | Stabile |
|                                    | Partito Comunista Italiano              | 2 023 812                | 28,32                    | 4,60                     | 5     | 1       |
|                                    | Partito Socialista Italiano             | 1 010 867                | 14,14                    | 3,92                     | 2     | 1       |
|                                    | Federazione delle Liste Verdi           | 350 432                  | 4,90                     | n.d.                     | 1     | n.d.    |
|                                    | Movimento Sociale Italiano              | 297 944                  | 4,17                     | 0,14                     | 1     | 1       |
|                                    | PLI – PRI                               | 295 443                  | 4,13                     | 2,43                     | 1     | Stabile |
|                                    | Verdi Arcobaleno                        | 194 298                  | 2,72                     | n.d.                     | 1     | n.d.    |
|                                    | Südtiroler Volkspartei                  | 172 383                  | 2,41                     | 0,35                     | 1     | Stabile |
|                                    | Partito Socialista Democratico Italiano | 143 177                  | 2,00                     | 1,54                     | 0     | 1       |
|                                    | Antiproibizionisti Droga                | 89 182                   | 1,25                     | 1,59                     | 0     | Stabile |
|                                    | Democrazia Proletaria                   | 77 442                   | 1,08                     | 0,39                     | 0     | Stabile |
|                                    | Lega Lombarda - Alleanza Nord           | 71 023                   | 0,99                     | n.d.                     | 0     | n.d.    |
|                                    | Federalismo                             | 45 271                   | 0,63                     | n.d.                     | 0     | n.d.    |
|                                    |                                         |                          |                          |                          |       |         |
| Iscritti                           | Iscritti                                | 8 638 121                | 100,00                   |                          |       |         |
| ↳ Votanti (% su iscritti)          | ↳ Votanti (% su iscritti)               | 7 608 531                | 88,08                    | 0,76                     |       |         |
| ↳ Voti validi (% su votanti)       | ↳ Voti validi (% su votanti)            | 7 146 790                | 93,93                    |                          |       |         |
| ↳ Schede non valide (% su votanti) | ↳ Schede non valide (% su votanti)      | 461 741                  | 6,07                     |                          |       |         |
| ↳ Astenuti (% su iscritti)         | ↳ Astenuti (% su iscritti)              | 1 029 590                | 11,92                    |                          |       |         |

| Eletti | Eletti                  |
| ------ | ----------------------- |
|        | Giulio Andreotti        |
|        | Rosy Bindi              |
|        | Franco Borgo            |
|        | Gabriele Sboarina       |
|        | Francesco Guidolin      |
|        | Achille Occhetto        |
|        | Renzo Imbeni            |
|        | Dacia Valent            |
|        | Cesare De Piccoli       |
|        | Giulio Fantuzzi         |
|        | Pierre Carniti          |
|        | Nereo Laroni            |
|        | Alexander Langer        |
|        | Gianfranco Fini         |
|        | Giorgio La Malfa        |
|        | Maria Adelaide Aglietta |
|        | Joachim Dalsass         |

### IV legislatura
| Partito                            | Partito                            | Risultati 12 giugno 1994 | Risultati 12 giugno 1994 | Risultati 12 giugno 1994 | Seggi | Seggi   |
| Partito                            | Partito                            | Voti                     | %                        | ±                        | Num   | ±       |
| ---------------------------------- | ---------------------------------- | ------------------------ | ------------------------ | ------------------------ | ----- | ------- |
|                                    | Forza Italia                       | 1 907 409                | 27,80                    | n.d.                     | 5     | n.d.    |
|                                    | Partito Democratico della Sinistra | 1 427 259                | 20,81                    | n.d.                     | 4     | n.d.    |
|                                    | Partito Popolare Italiano          | 743 691                  | 10,84                    | n.d.                     | 1     | n.d.    |
|                                    | Lega Nord                          | 669 373                  | 9,76                     | n.d.                     | 2     | n.d.    |
|                                    | Alleanza Nazionale                 | 558 103                  | 8,14                     | n.d.                     | 2     | n.d.    |
|                                    | Rifondazione Comunista             | 367 614                  | 5,36                     | n.d.                     | 1     | n.d.    |
|                                    | Federazione dei Verdi              | 261 376                  | 3,81                     | n.d.                     | 1     | n.d.    |
|                                    | Patto Segni                        | 221 000                  | 3,22                     | n.d.                     | 1     | n.d.    |
|                                    | Südtiroler Volkspartei             | 202 668                  | 2,95                     | 0,55                     | 1     | Stabile |
|                                    | Pannella-Riformatori               | 136 868                  | 2,00                     | 0,75                     | 0     | Stabile |
|                                    | Altri                              | 364 809                  | 5,32                     | n.d.                     | 0     | n.d.    |
|                                    |                                    |                          |                          |                          |       |         |
| Iscritti                           | Iscritti                           | 8 982 661                | 100,00                   |                          |       |         |
| ↳ Votanti (% su iscritti)          | ↳ Votanti (% su iscritti)          | 7 216 901                | 80,34                    | 7,74                     |       |         |
| ↳ Voti validi (% su votanti)       | ↳ Voti validi (% su votanti)       | 6 860 170                | 95,06                    |                          |       |         |
| ↳ Schede non valide (% su votanti) | ↳ Schede non valide (% su votanti) | 356 731                  | 4,94                     |                          |       |         |
| ↳ Astenuti (% su iscritti)         | ↳ Astenuti (% su iscritti)         | 1 765 760                | 19,66                    |                          |       |         |

| Eletti | Eletti                |
| ------ | --------------------- |
|        | Silvio Berlusconi     |
|        | Luigi Caligaris       |
|        | Giancarlo Ligabue     |
|        | Giacomo Santini       |
|        | Alessandro Danesin    |
|        | Renzo Imbeni          |
|        | Giorgio Ruffolo       |
|        | Giulio Fantuzzi       |
|        | Luciano Vecchi        |
|        | Pierluigi Castagnetti |
|        | Umberto Bossi         |
|        | Marilena Marin        |
|        | Gianfranco Fini       |
|        | Gastone Parigi        |
|        | Lucio Manisco         |
|        | Alexander Langer      |
|        | Mariotto Segni        |
|        | Michl Ebner           |

### VI legislatura
| Partito                            | Partito                            | Risultati 12 giugno 2004 | Risultati 12 giugno 2004 | Risultati 12 giugno 2004 | Seggi | Seggi   |
| Partito                            | Partito                            | Voti                     | %                        | ±                        | Num   | ±       |
| ---------------------------------- | ---------------------------------- | ------------------------ | ------------------------ | ------------------------ | ----- | ------- |
|                                    | Uniti nell'Ulivo                   | 2 196 993                | 33,40                    | n.d.                     | 5     | n.d.    |
|                                    | Forza Italia                       | 1 431 761                | 21,76                    | 1,30                     | 3     | 1       |
|                                    | Alleanza Nazionale                 | 582 143                  | 8,85                     | 0,50                     | 1     | Stabile |
|                                    | Lega Nord                          | 552 568                  | 8,40                     | 1,54                     | 1     | Stabile |
|                                    | Rifondazione Comunista             | 321 768                  | 4,89                     | 1,19                     | 1     | Stabile |
|                                    | Unione di Centro                   | 249 058                  | 3,79                     | n.d.                     | 1     | n.d.    |
|                                    | Federazione dei Verdi              | 204 229                  | 3,10                     | 0,96                     | 1     | Stabile |
|                                    | Lista Emma Bonino                  | 172 633                  | 2,62                     | 7,62                     | 1     | 1       |
|                                    | Südtiroler Volkspartei             | 146 357                  | 2,22                     | 0,24                     | 1     | Stabile |
|                                    | Partito dei Comunisti Italiani     | 143 801                  | 2,19                     | n.d.                     | 0     | n.d.    |
|                                    | Di Pietro-Occhetto                 | 129 328                  | 1,97                     | n.d.                     | 0     | n.d.    |
|                                    | Altri                              | 447 973                  | 6,81                     | n.d.                     | 0     | n.d.    |
|                                    |                                    |                          |                          |                          |       |         |
| Iscritti                           | Iscritti                           | 9 225 839                | 100,00                   |                          |       |         |
| ↳ Votanti (% su iscritti)          | ↳ Votanti (% su iscritti)          | 7 002 000                | 75,90                    | 0,57                     |       |         |
| ↳ Voti validi (% su votanti)       | ↳ Voti validi (% su votanti)       | 6 578 612                | 93,95                    |                          |       |         |
| ↳ Schede non valide (% su votanti) | ↳ Schede non valide (% su votanti) | 423 388                  | 6,05                     |                          |       |         |
| ↳ Astenuti (% su iscritti)         | ↳ Astenuti (% su iscritti)         | 2 223 839                | 24,10                    |                          |       |         |

| Eletti | Eletti              |
| ------ | ------------------- |
|        | Lilli Gruber        |
|        | Enrico Letta        |
|        | Giovanni Berlinguer |
|        | Vittorio Prodi      |
|        | Mauro Zani          |
|        | Silvio Berlusconi   |
|        | Renato Brunetta     |
|        | Giorgio Carollo     |
|        | Gianfranco Fini     |
|        | Umberto Bossi       |
|        | Fausto Bertinotti   |
|        | Antonio De Poli     |
|        | Sepp Kusstatscher   |
|        | Emma Bonino         |
|        | Michl Ebner         |

### VII legislatura
| Partito                            | Partito                            | Risultati 7 giugno 2009 | Risultati 7 giugno 2009 | Risultati 7 giugno 2009 | Seggi | Seggi   |
| Partito                            | Partito                            | Voti                    | %                       | ±                       | Num   | ±       |
| ---------------------------------- | ---------------------------------- | ----------------------- | ----------------------- | ----------------------- | ----- | ------- |
|                                    | Il Popolo della Libertà            | 1 780 429               | 28,09                   | n.d.                    | 5     | n.d.    |
|                                    | Partito Democratico                | 1 775 607               | 28,02                   | n.d.                    | 4     | n.d.    |
|                                    | Lega Nord                          | 1 205 587               | 19,02                   | 10,62                   | 3     | 2       |
|                                    | Italia dei Valori                  | 456 182                 | 7,20                    | 5,23                    | 1     | 1       |
|                                    | Unione di Centro                   | 354 131                 | 5,59                    | 1,80                    | 1     | Stabile |
|                                    | Lista Emma Bonino                  | 164 222                 | 2,59                    | 0,03                    | 0     | 1       |
|                                    | Rifondazione Comunista             | 148 599                 | 2,34                    | 2,55                    | 0     | 1       |
|                                    | Südtiroler Volkspartei             | 143 509                 | 2,26                    | 0,04                    | 1     | Stabile |
|                                    | Sinistra e Libertà                 | 134 867                 | 2,13                    | n.d.                    | 0     | n.d.    |
|                                    | Altri                              | 174 606                 | 2,76                    | n.d.                    | 0     | n.d.    |
|                                    |                                    |                         |                         |                         |       |         |
| Iscritti                           | Iscritti                           | 9 303 298               | 100,00                  |                         |       |         |
| ↳ Votanti (% su iscritti)          | ↳ Votanti (% su iscritti)          | 6 609 500               | 71,04                   | 4,86                    |       |         |
| ↳ Voti validi (% su votanti)       | ↳ Voti validi (% su votanti)       | 6 337 739               | 95,89                   |                         |       |         |
| ↳ Schede non valide (% su votanti) | ↳ Schede non valide (% su votanti) | 271 761                 | 4,11                    |                         |       |         |
| ↳ Astenuti (% su iscritti)         | ↳ Astenuti (% su iscritti)         | 2 693 798               | 28,96                   |                         |       |         |

| Eletti | Eletti              |
| ------ | ------------------- |
|        | Silvio Berlusconi   |
|        | Elisabetta Gardini  |
|        | Sergio Berlato      |
|        | Amalia Sartori      |
|        | Antonio Cancian     |
|        | Debora Serracchiani |
|        | Vittorio Prodi      |
|        | Luigi Berlinguer    |
|        | Salvatore Caronna   |
|        | Umberto Bossi       |
|        | Lorenzo Fontana     |
|        | Giancarlo Scottà    |
|        | Luigi De Magistris  |
|        | Tiziano Motti       |
|        | Herbert Dorfmann    |

### VIII legislatura
| Partito                            | Partito                            | Risultati 25 maggio 2014 | Risultati 25 maggio 2014 | Risultati 25 maggio 2014 | Seggi | Seggi   |
| Partito                            | Partito                            | Voti                     | %                        | ±                        | Num   | ±       |
| ---------------------------------- | ---------------------------------- | ------------------------ | ------------------------ | ------------------------ | ----- | ------- |
|                                    | Partito Democratico                | 2 482 614                | 43,52                    | 15,50                    | 6     | 2       |
|                                    | Movimento 5 Stelle                 | 1 081 564                | 18,96                    | n.d.                     | 3     | n.d.    |
|                                    | Forza Italia                       | 738 911                  | 12,95                    | n.d.                     | 2     | n.d.    |
|                                    | Lega Nord                          | 565 951                  | 9,92                     | 9,10                     | 2     | 1       |
|                                    | L'Altra Europa con Tsipras         | 209 424                  | 3,67                     | n.d.                     | 0     | n.d.    |
|                                    | Nuovo Centrodestra                 | 175 394                  | 3,07                     | n.d.                     | 0     | n.d.    |
|                                    | Fratelli d'Italia                  | 175 136                  | 3,07                     | n.d.                     | 0     | n.d.    |
|                                    | Südtiroler Volkspartei             | 138 037                  | 2,42                     | 0,18                     | 1     | Stabile |
|                                    | Verdi Europei - Green Italia       | 64 890                   | 1,14                     | n.d.                     | 0     | n.d.    |
|                                    | Scelta Europea                     | 37 893                   | 0,66                     | n.d.                     | 0     | n.d.    |
|                                    | Italia dei Valori                  | 24 119                   | 0,42                     | 6,78                     | 0     | 1       |
|                                    | Io Cambio-MAIE                     | 10 363                   | 0,18                     | n.d.                     | 0     | n.d.    |
|                                    |                                    |                          |                          |                          |       |         |
| Iscritti                           | Iscritti                           | 9 404 325                | 100,00                   |                          |       |         |
| ↳ Votanti (% su iscritti)          | ↳ Votanti (% su iscritti)          | 5 945 492                | 63,22                    | 7,82                     |       |         |
| ↳ Voti validi (% su votanti)       | ↳ Voti validi (% su votanti)       | 5 704 296                | 95,94                    |                          |       |         |
| ↳ Schede non valide (% su votanti) | ↳ Schede non valide (% su votanti) | 241 196                  | 4,06                     |                          |       |         |
| ↳ Astenuti (% su iscritti)         | ↳ Astenuti (% su iscritti)         | 3 458 833                | 36,78                    |                          |       |         |

| Eletti | Eletti             |
| ------ | ------------------ |
|        | Alessandra Moretti |
|        | Flavio Zanonato    |
|        | Cécile Kyenge      |
|        | Paolo De Castro    |
|        | Isabella De Monte  |
|        | Elly Schlein       |
|        | David Borrelli     |
|        | Marco Affronte     |
|        | Marco Zullo        |
|        | Elisabetta Gardini |
|        | Remo Sernagiotto   |
|        | Matteo Salvini     |
|        | Flavio Tosi        |
|        | Herbert Dorfmann   |

### IX legislatura
| Partito                            | Partito                                         | Risultati 26 maggio 2019 | Risultati 26 maggio 2019 | Risultati 26 maggio 2019 | Seggi | Seggi |
| Partito                            | Partito                                         | Voti                     | %                        | ±                        | Num   | ±     |
| ---------------------------------- | ----------------------------------------------- | ------------------------ | ------------------------ | ------------------------ | ----- | ----- |
|                                    | Lega                                            | 2 377 933                | 41,01                    | 31,09                    | 7     | 5     |
|                                    | Partito Democratico                             | 1 379 551                | 23,79                    | 19,73                    | 4     | 2     |
|                                    | Movimento 5 Stelle                              | 597 144                  | 10,30                    | 8,66                     | 2     | 1     |
|                                    | Forza Italia                                    | 337 808                  | 5,83                     | 7,12                     | 0     | 2     |
|                                    | Fratelli d'Italia                               | 332 848                  | 5,74                     | 2,67                     | 1     | 1     |
|                                    | +Europa                                         | 199 872                  | 3,45                     | n.d.                     | 0     | n.d.  |
|                                    | Europa Verde                                    | 182 586                  | 3,15                     | n.d.                     | 0     | n.d.  |
|                                    | Südtiroler Volkspartei                          | 141 353                  | 2,44                     | n.d.                     | 1     | n.d.  |
|                                    | La Sinistra                                     | 83 388                   | 1,44                     | n.d.                     | 0     | n.d.  |
|                                    | Partito Comunista                               | 45 153                   | 0,78                     | n.d.                     | 0     | n.d.  |
|                                    | Partito Animalista Italiano                     | 34 649                   | 0,60                     | n.d.                     | 0     | n.d.  |
|                                    | Il Popolo della Famiglia – Alternativa Popolare | 26 798                   | 0,46                     | n.d.                     | 0     | n.d.  |
|                                    | CasaPound                                       | 18 010                   | 0,31                     | n.d.                     | 0     | n.d.  |
|                                    | Partito Pirata                                  | 14 637                   | 0,25                     | n.d.                     | 0     | n.d.  |
|                                    | Popolari per l'Italia                           | 11 823                   | 0,20                     | n.d.                     | 0     | n.d.  |
|                                    | Forza Nuova                                     | 10 069                   | 0,17                     | n.d.                     | 0     | n.d.  |
|                                    | Partito Pensiero e Azione                       | 5 017                    | 0,09                     | n.d.                     | 0     | n.d.  |
|                                    |                                                 |                          |                          |                          |       |       |
| Iscritti                           | Iscritti                                        | 9 332 243                | 100,00                   |                          |       |       |
| ↳ Votanti (% su iscritti)          | ↳ Votanti (% su iscritti)                       | 5 966 128                | 63,93                    | 0,71                     |       |       |
| ↳ Voti validi (% su votanti)       | ↳ Voti validi (% su votanti)                    | 5 798 639                | 97,19                    |                          |       |       |
| ↳ Schede non valide (% su votanti) | ↳ Schede non valide (% su votanti)              | 167 489                  | 2,81                     |                          |       |       |
| ↳ Astenuti (% su iscritti)         | ↳ Astenuti (% su iscritti)                      | 3 366 115                | 36,07                    |                          |       |       |

| Eletti | Eletti              |
| ------ | ------------------- |
|        | Matteo Salvini      |
|        | Mara Bizzotto       |
|        | Gianantonio Da Re   |
|        | Paolo Borchia       |
|        | Alessandra Basso    |
|        | Elena Lizzi         |
|        | Marco Dreosto       |
|        | Carlo Calenda       |
|        | Elisabetta Gualmini |
|        | Paolo De Castro     |
|        | Alessandra Moretti  |
|        | Marco Zullo         |
|        | Sabrina Pignedoli   |
|        | Giorgia Meloni      |
|        | Herbert Dorfmann    |

### X legislatura
| Partito                            | Partito                            | Risultati 8-9 giugno 2024 | Risultati 8-9 giugno 2024 | Risultati 8-9 giugno 2024 | Seggi | Seggi   |
| Partito                            | Partito                            | Voti                      | %                         | ±                         | Num   | ±       |
| ---------------------------------- | ---------------------------------- | ------------------------- | ------------------------- | ------------------------- | ----- | ------- |
|                                    | Fratelli d'Italia                  | 1 577 056                 | 31,82                     | 26,08                     | 5     | 4       |
|                                    | Partito Democratico                | 1 279 008                 | 25,80                     | 2,01                      | 5     | 1       |
|                                    | Lega                               | 502 977                   | 10,15                     | 20,94                     | 2     | 5       |
|                                    | Forza Italia                       | 347 214                   | 7,01                      | 1,18                      | 1     | 1       |
|                                    | Alleanza Verdi e Sinistra          | 337 505                   | 6,81                      | n.d.                      | 1     | n.d.    |
|                                    | Movimento 5 Stelle                 | 283 197                   | 5,71                      | 4,59                      | 0     | 2       |
|                                    | Azione                             | 188 442                   | 3,80                      | n.d.                      | 0     | n.d.    |
|                                    | Stati Uniti d'Europa               | 152 116                   | 3,07                      | n.d.                      | 0     | n.d.    |
|                                    | Südtiroler Volkspartei             | 120 879                   | 2,44                      | Stabile                   | 1     | Stabile |
|                                    | Pace Terra Dignità                 | 111 524                   | 2,25                      | n.d.                      | 0     | n.d.    |
|                                    | Libertà                            | 40 534                    | 0,82                      | n.d.                      | 0     | n.d.    |
|                                    | Alternativa Popolare               | 16 160                    | 0,33                      | n.d.                      | 0     | n.d.    |
|                                    |                                    |                           |                           |                           |       |         |
| Iscritti                           | Iscritti                           | 9 810 626                 | 100,00                    |                           |       |         |
| ↳ Votanti (% su iscritti)          | ↳ Votanti (% su iscritti)          | 5 175 576                 | 52,75                     | 11,18                     |       |         |
| ↳ Voti validi (% su votanti)       | ↳ Voti validi (% su votanti)       | 4 956 612                 | 95,77                     |                           |       |         |
| ↳ Schede non valide (% su votanti) | ↳ Schede non valide (% su votanti) | 218 964                   | 4,23                      |                           |       |         |
| ↳ Astenuti (% su iscritti)         | ↳ Astenuti (% su iscritti)         | 4 635 050                 | 47,25                     |                           |       |         |

| Eletti | Eletti              |
| ------ | ------------------- |
|        | Giorgia Meloni      |
|        | Elena Donazzan      |
|        | Stefano Cavedagna   |
|        | Sergio Berlato      |
|        | Alessandro Ciriani  |
|        | Stefano Bonaccini   |
|        | Alessandro Zan      |
|        | Alessandra Moretti  |
|        | Elisabetta Gualmini |
|        | Annalisa Corrado    |
|        | Roberto Vannacci    |
|        | Anna Maria Cisint   |
|        | Antonio Tajani      |
|        | Mimmo Lucano        |
|        | Herbert Dorfmann    |